# Philibert Jacques Melotte
Philibert Jacques Melotte   (Camden Town, 29 de gener de 1880 - 30 de març de 1961) va ser un astrònom britànic els pares del qual eren immigrants belgues.
En 1908 va descobrir una lluna de Júpiter, avui coneguda com a Pasífae. Se li va donar la designació provisional de "Júpiter VIII" i no va ser anomenada amb el seu nom actual fins a 1975.
L'asteroide (676) Melitta, l'únic que va descobrir, porta el seu nom, en certa manera. El seu nom és en realitat la forma àtica del grec Melissa, l'abella, però la seva semblança amb el nom del descobridor no és fortuïta.
El cúmul estel·lar conspícu a la constel·lació Coma Berenices es designa comunament Mel 111, ja que va aparèixer en 1915 al catàleg de Melotte d'objectes de l'espai profund però nó al famós catàleg de Charles Messier o al Nou Catàleg General ja que no es va demostrar que era un veritable cúmul fins a 1938 per l'astrònom R. J. Trumpler.
Melotte va ser guardonat amb la Medalla Jackson-Gwilt de la Royal Astronomical Society en 1909.